# Вавринець
Вавринець (словац. Vavrinec) — село в Словаччині, у Врановському окрузі Пряшівського краю. Розташоване в північно-східній частині Словаччини в південній частині Низьких Бескидів в долині притоки Топлі.
Уперше згадується у 1363 році.

## Пам'ятки
У селі є греко-католицька церква Зіслання Святого Духа з 1858 року, перебудована у 1925 році, з 1963 року національна культурна пам'ятка

## Населення
| Рік:            | 1994. | 2004.    | 2014.   | 2024.   |
| --------------- | ----- | -------- | ------- | ------- |
| Кількість осіб: | 81    | 63       | 60      | 59      |
| Різниця:        |       | -22,22 % | -4,76 % | -1,66 % |

| Рік:            | 2023. | 2024.   |
| --------------- | ----- | ------- |
| Кількість осіб: | 61    | 59      |
| Різниця:        |       | -3,27 % |

В селі проживає 59 осіб.
Національний склад населення (за даними останнього перепису населення — 2001 року):
- словаки — 100,0 %

Склад населення за приналежністю до релігії станом на 2001 рік:

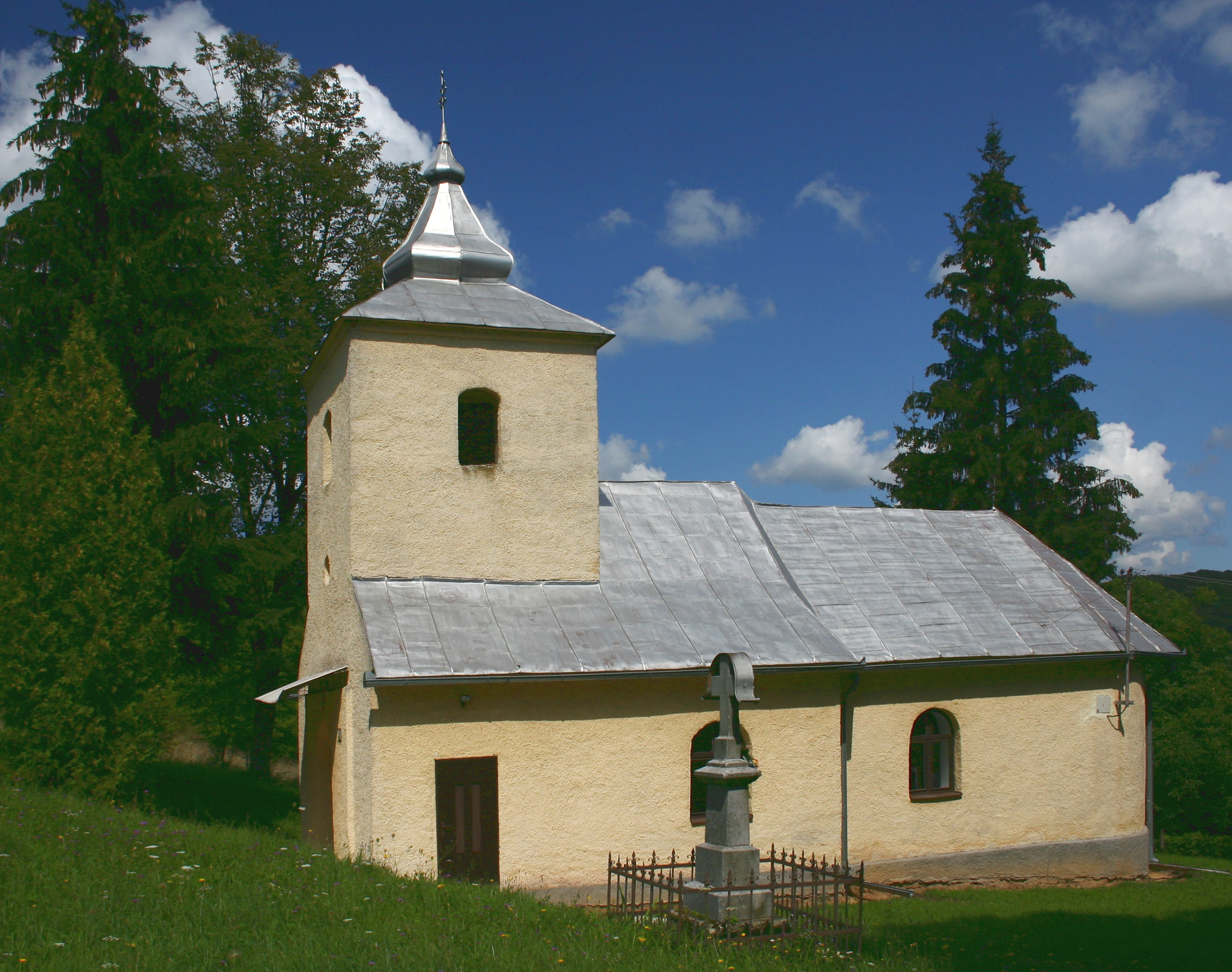

- греко-католики — 97,06 %,
- римо-католики — 1,47 %,
- протестанти — 1,47 %,